# Georg Roth (illustrator)
Georg Roth (1842 – 1915) var en tysk bryolog, der illustrerede flere videnskabelige værker om mosser.
G. Roth er standardforkortelsen (autornavnet) i forbindelse med et botanisk navn. Det er f.eks. autornavnet for slægten Drepanocladus (Seglmos).